# Katonaia arushae
Katonaia arushae är en tvåvingeart som beskrevs av Munro 1935. Katonaia arushae ingår i släktet Katonaia och familjen borrflugor. Inga underarter finns listade i Catalogue of Life.